# Повстання спартакістів

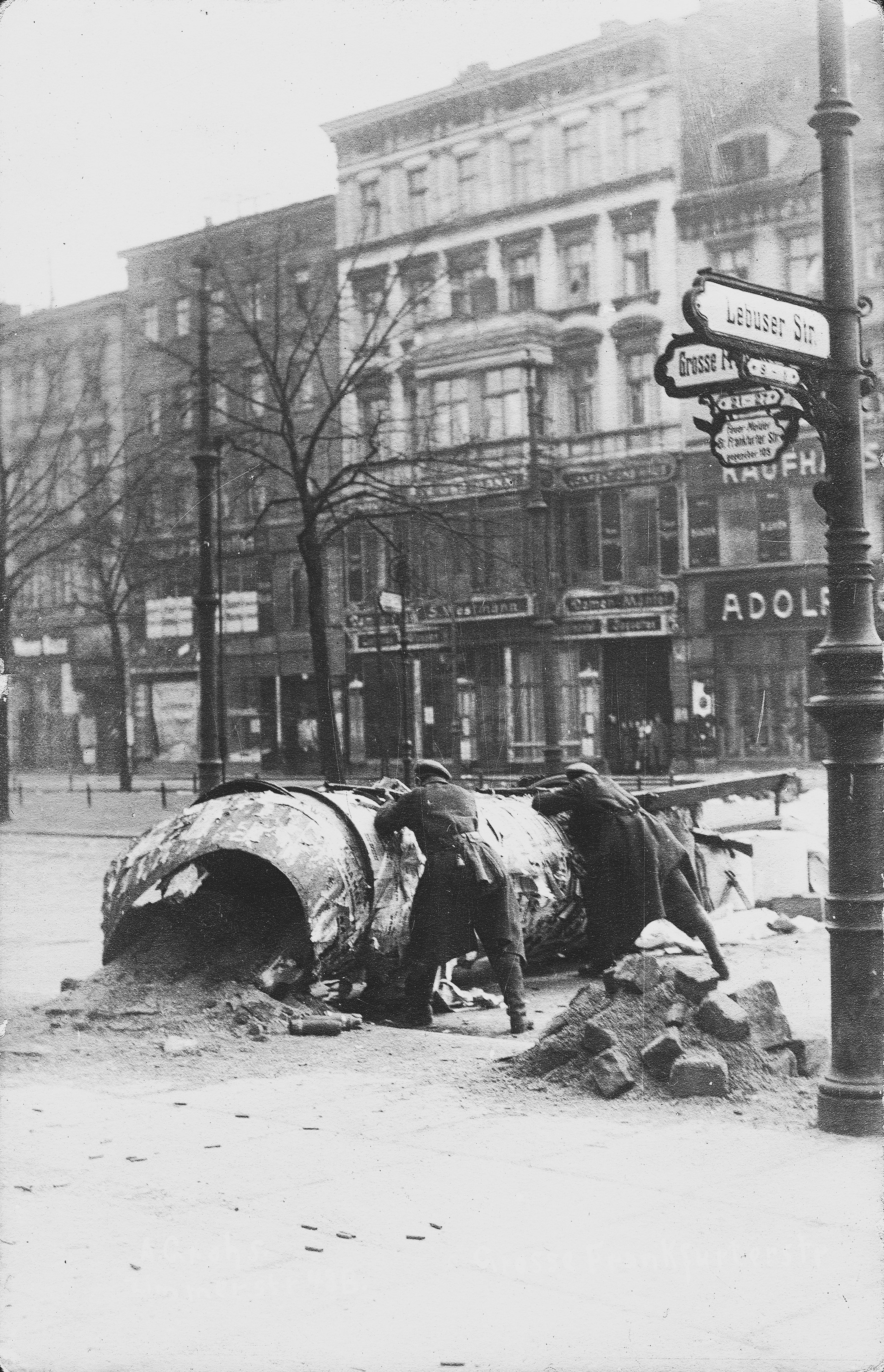
Бої на барикадах. Берлін, січень 1919

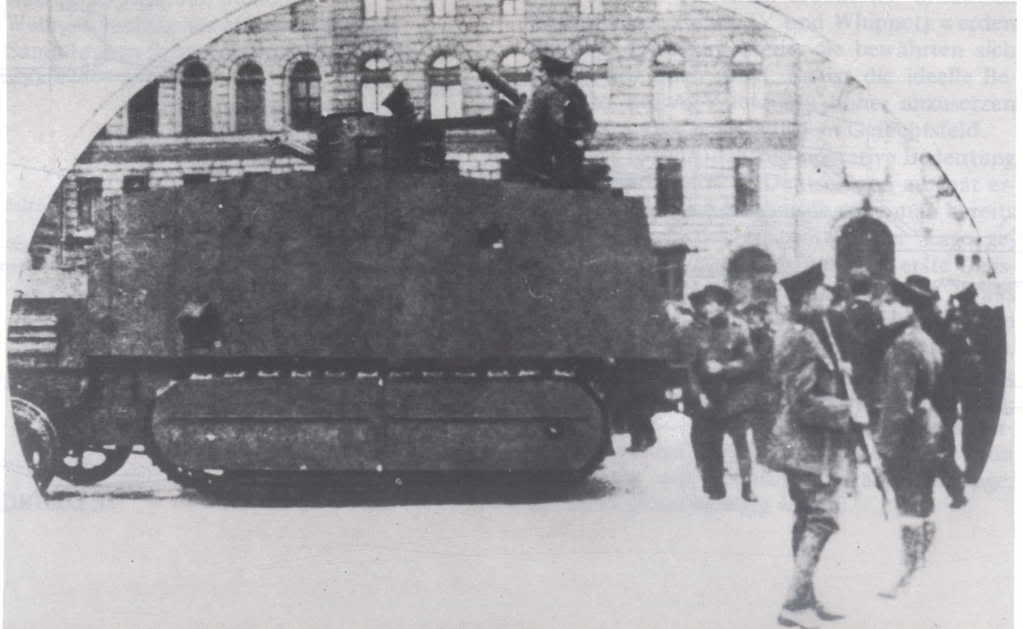
Важкий напівгусеничний бронеавтомобіль Marienwagen II, що використовувався при придушенні повстання

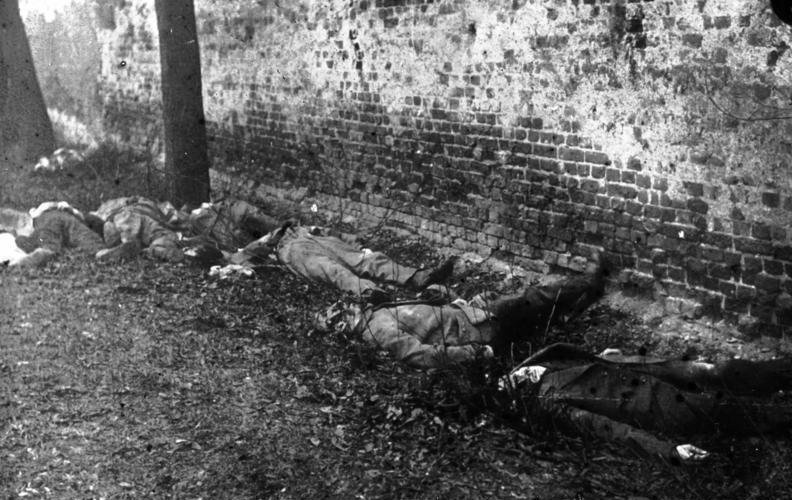
Розстріляні повстанці

Повстання спартакістів або Січневе повстання (нім. Spartakusaufstand; Januaraufstand) — період загальних страйків і збройної боротьби в Берліні з 5 по 12 січня 1919, з придушенням яких закінчилася Листопадова революція в Німеччині. В ході повстання ліворадикальні групи (Комуністична партія Німеччини, Незалежна соціал-демократична партія Німеччини, спартакістів), що наполягали на встановленні радянської республіки, протистояли загонам фрайкорів, сформованих з колишньої кайзерівської армії.

## Хід повстання
4 січня 1919 уряд Фрідріха Еберта звільнив Е. Ейхгорна від посади поліцай-президента у зв'язку з його роллю в подіях 24 грудня, коли солдати, вірні уряду, атакували захоплену моряками Канцелярію, і призначив на цю посаду члена СДПН Ю. Ернста. Це призвело до спільної демонстрації незалежних і комуністів наступного дня. На зустрічі партійних агітаторів, комуністи вирішили «що час ще не настав для нас виступити в ролі уряду». Вони планували протестувати проти звільнення Ейхгорна.
5 січня зібралася демонстрація в 150 тисяч чоловік з гаслами «Геть Еберта та Шейдемана, кривавих собак і могильників революції». Люди були на взводі, але лідери демонстрації не давали певних вказівок.
Лідери двох партій, незалежних і комуністів, а також революційні старійшини, також не змогли ухвалити рішення. Близько 6 вечора озброєні юрби, з власної ініціативи, зайняли будівлю «Форвертс» і деякі інші ЗМІ. Густав Носке писав, що «якби маси мали сильних лідерів, які ясно усвідомлювали їх мету, замість пустомель, до полудня цього дня вони б захопили Берлін».
Був сформований «Тимчасовий Революційний Комітет» з лівого крила незалежних, комуністів і революційних старост. З 70 революційних старост близько 4/5 були лівими незалежними і 1/5 членами комуністами. Тимчасовий Революційний Комітет вирішив шляхом голосування «почати боротьбу проти уряду і продовжувати, поки він не впаде».
Серед лідерів спартаківців спостерігалися розбіжності про тактику: Роза Люксембург була проти гасла негайного повалення уряду. Карл Лібкнехт голосував за «боротьбу проти уряду» за власною ініціативою, слідуючи за спонтанним рухом мас.
На наступний день, 6 січня «Рев. Ком. знову закликав до масової демонстрації. На цей відгукнулося раз ще більше людей. Вони несли плакати: „Брати, не стріляйте“ і залишилися чекати на площі. Частина Революційних Старост озброїлася і закликала до повалення уряду Еберта. Але активісти комуністів не змогли залучити війська на свою сторону. Навіть Народна Морська Дивізія не підтримала збройне повстання. Вона оголосила себе нейтральною. Інші частини гарнізону залишилися лояльними уряду». Революційний комітет розпочав переговори з урядом, який він мав намір повалити. Роль посередників виконувало праве крило незалежних, такі, як Карл Каутський.
7 січня 1919 року Роза Люксембург писала: «24 години пройшло після атаки уряду Еберта на Ейхгорна. Маси з ентузіазмом відгукнулися на заклик їхніх лідерів; спонтанно і самостійно вони домоглися перепризначення Ейхгорна. За власною ініціативою вони взяли будівлю „Форвертс“ і захопили буржуазні видавництва і Телеграфне Бюро Вольфа. Наскільки можливо, вони озброїлися. Вони чекають подальших вказівок від їхніх лідерів. Проте вказівок не було».
Збирання вірних військ уряд доручив Носке, який перетворив передмістя Берліна у військовий табір противників революції, і 11 січня увійшов в Берлін на чолі 2 000-3 000 солдатів і, використовуючи гармати і кулемети, спершу захопив будівлю «Форвертс», а потім поліцай-президії. Увечері 15 січня 1919 Роза Люксембург та Карл Лібкнехт були виявлені на берлінській квартирі, заарештовані і передані добровольчим військам важко озброєної дивізії. Їх допитав командир капітан Вальдемар Пабст. Тієї ж ночі вони були побиті прикладами гвинтівок до втрати свідомості та вбиті пострілами в голову.